# Bythinella turriculata
Bythinella turriculata is een slakkensoort uit de familie van de Hydrobiidae. De wetenschappelijke naam van de soort is voor het eerst geldig gepubliceerd in 1869 door Paladilhe.